# Leonardo Glacier
Leonardo Glacier är en glaciär i Antarktis. Den ligger i Västantarktis. Argentina, Chile och Storbritannien gör anspråk på området. Leonardo Glacier ligger 623 meter över havet.
Terrängen runt Leonardo Glacier är bergig söderut, men norrut är den kuperad. En vik av havet är nära Leonardo Glacier åt nordväst. Trakten är obefolkad. Det finns inga samhällen i närheten. 